# Jindřich Skácel
Jindřich Skácel (* 3. November 1979 in Prostějov) ist ein ehemaliger tschechischer Fußballspieler.

## Karriere
Jindřich Skácel begann mit dem Fußballspielen bei OP Prostějov, mit 14 Jahren wechselte er zu Sigma Olmütz. Die Saison 1995/96 verbrachte der Torhüter in der Jugend des FC Baník Ostrava und kehrte anschließend nach Olomouc zurück. 
Mit 17 Jahren schaffte der 2,04 Meter große Skácel in der Spielzeit 1997/98 den Sprung in die Profimannschaft. Zu diesem Zeitpunkt galt er noch vor Petr Čech als größtes Torhütertalent im tschechischen Fußball, noch in der gleichen Saison wurde er Stammkeeper in der U-21-Nationalmannschaft. Skácel, dem eine große Zukunft vorhergesagt wurde, stand aber schon auf dem Höhepunkt seiner Laufbahn. Nach 35 Spielen verließ er Sigma Olomouc nach einer Privatfehde mit Sportdirektor Jiří Kubíček in Richtung Slavia Prag. Von einer Rückenverletzung geplagt spielte er dort nur für die B-Mannschaft in der dritten Liga. In der Saison 2001/02 wurde er an den FK Drnovice ausgeliehen, für den er 16 Spiele bestritt. Im folgenden Jahr machte Skácel vier Spiele für das B-Team von Sigma Olomouc.
Im Sommer 2003 wurde er für anderthalb Millionen Kronen von Slavia Prag verpflichtet, konnte sich aber erneut nicht durchsetzen. Im Frühjahr 2004 wurde er an Marila Příbram ausgeliehen, für das er zwei Mal zwischen den Pfosten stand. Im Sommer kehrte er zu Slavia zurück und ging im Herbst 2004 nach Brasilien. Anfang April 2005 kehrte er nach Tschechien zurück und wurde von Marila Příbram als Vertragsamateur verpflichtet. Nach wenigen Monaten wechselte er zum SC Xaverov, im September 2005 wurde er vom 1. FC Brünn verpflichtet, dort spielte er aber nur für das B-Team.
2006 wechselte Skácel schließlich in die vierte Liga zum FC Graffin Vlašim. Seine nächste Station war im Jahr 2008 der damalige slowakische Erstligist FC Zlaté Moravce, im Frühjahr 2009 spielte der Torhüter für den tschechischen Drittligisten FK Mutěnice. Im Sommer 2009 wurde Skácel für ein Jahr vom Erstligaabsteiger FC Tescoma Zlín ausgeliehen. Er blieb bis zum Juli 2011 und ging dann zum FC Slovan Rosice, wo er am Jahresende seine aktive Laufbahn beendete.

## Trivia
Vom tschechischen Sportmagazin Hattrick wurde er im Oktober 2006 zur größten Enttäuschung des tschechischen Fußballs gewählt.
In einem Interview mit der Tageszeitung Deník Sport gab er seine Rückenprobleme als Grund für sein Scheitern an, außerdem den Streit mit dem Olmützer Funktionär Jiří Kubíček. Von anderer Seite wurde sein problematischer Charakter als Ursache für seinen Misserfolg angegeben.